# Charles Lefebvre-Desnouettes

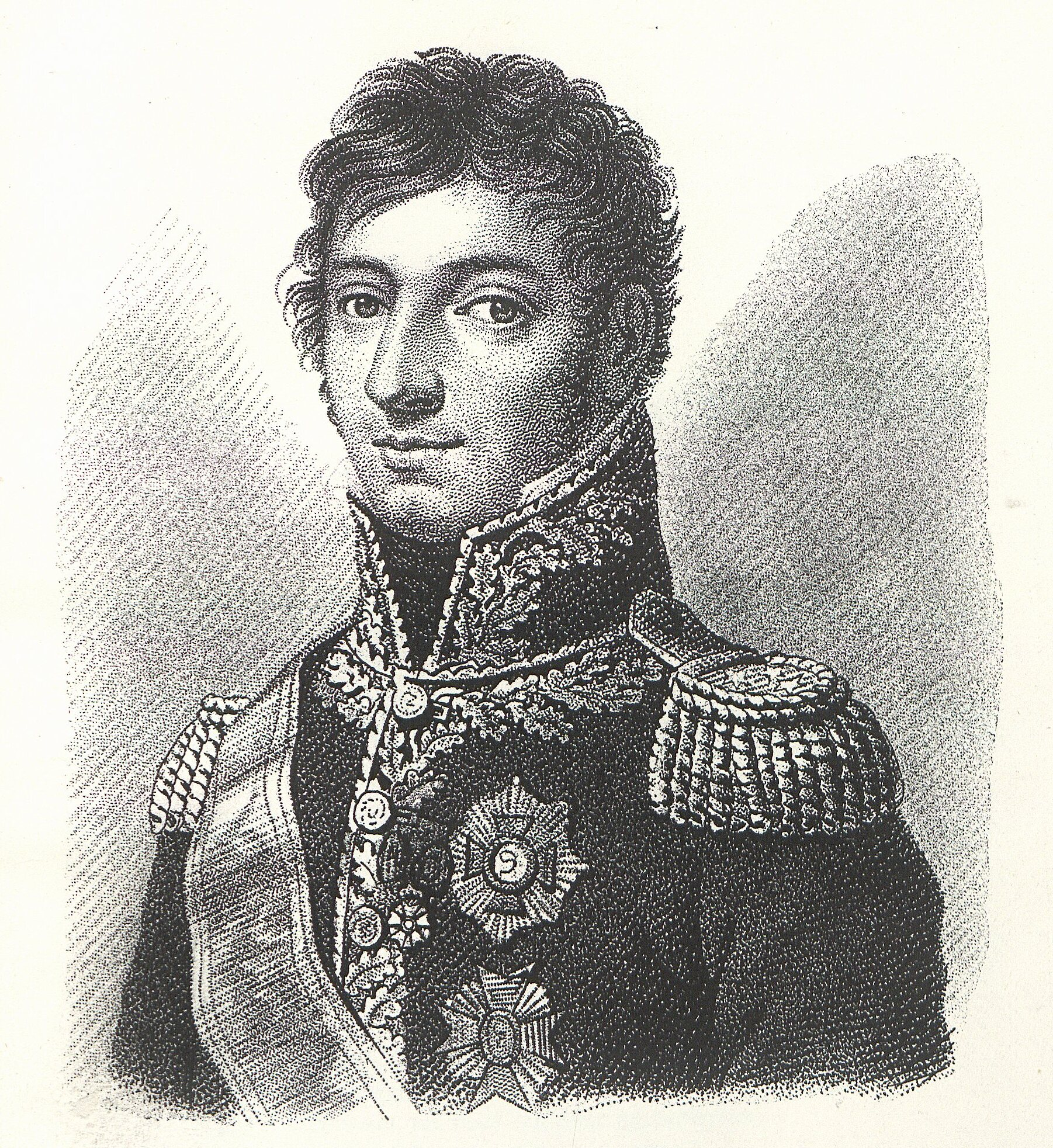
Charles Lefebvre-Desnouettes

Charles Lefebvre-Desnouettes, seltener Charles Lefèbvre-Desnoëttes (* 14. September 1773 in Paris; † 22. Mai 1822 an der Küste von Irland, Schiffsunglück) war ein französischer Général de division  der Kavallerie.

## Leben
1792 kam Lefebvre-Desnouettes zur Armee und diente erst in der Nordarmee, später dann in der Rheinarmee. Nach ersten Beförderungen berief man ihn 1798 zum Aide-de-camp von Napoleon und als solcher kämpfte er unter anderem bei Marengo (14. Juni 1800).
Nach weiteren Beförderungen konnte er sich in der Schlacht bei Elchingen (14. Oktober 1805) und der Schlacht bei Austerlitz (2. Dezember 1805) durch Tapferkeit auszeichnen. Im darauffolgenden Jahr war er bereits Général de brigade  und als solcher wurde er nach Spanien befohlen, um dort in den Napoleonischen Kriegen auf der Iberischen Halbinsel eingesetzt zu werden.
Lefebvre-Desnouettes war 1808 – neben Bon-Adrien-Jeannot de Moncey und Jean-Antoine Verdier – an der Belagerung von Saragossa beteiligt. Er kämpfte in der Schlacht bei Benavente (29. Dezember 1808) und fiel dabei britischen Truppen unter Henry William Paget in die Hände. Als offizieller Kriegsgefangener wurde Lefebvre-Desnouettes nach Großbritannien gebracht und verbrachte über zwei Jahre bei Cheltenham (Gloucestershire). 1811 brach er sein Ehrenwort und floh zurück nach Frankreich.
1812 nahm er an Napoleons Russlandfeldzug teil und kämpfte in der Schlacht bei Borodino und der Schlacht an der Beresina.
In der Schlacht bei Brienne (29. Januar 1814), der Schlacht bei La Rothière (1. Februar 1814), der Schlacht bei Montmirail (11. Februar 1814), der Schlacht bei Vauchamps (14. Februar 1814) und der Schlacht bei Arcis-sur-Aube (20./21. März 1814) konnte sich Lefebvre-Desnouette wiederum durch Mut und Tapferkeit auszeichnen.
Als Napoleon die Insel Elba verlassen hatte und die „Herrschaft der Hundert Tage“ begannen, schloss sich Lefebvre-Desnouette sofort wieder dem Kaiser an und erhielt den Befehl über die leichte Garde-Kavalleriedivision (Division de cavalerie légère de la Garde). Mit dieser beteiligte er sich im Verband der Kaisergarde an den Kämpfen bei Quatre-Bras (16. Juni 1815) und in der Schlacht bei Waterloo (18. Juni 1815).
Während der Restauration wurde Lefebvre-Desnouettes als Günstling Napoleons angeklagt und zum Tode verurteilt. Er konnte aber in die USA fliehen und lebte dort ab 1817 für einige Jahre in der Société coloniale de la vigne et de l’olivier in Alabama; eine Gründung von und für französische Bonapartisten im Exil, ähnlich dem Champ d’Asile von François Antoine Lallemand.
Des Öfteren ließ Lefebvre-Desnouettes König Ludwig XVIII. Bittgesuche und Ergebenheitsadressen zukommen. Seiner Rückkehr unsicher, verkaufte er 1821 seinen Besitz, Château des Nouettes, an die Schriftstellerin Sophie de Ségur. Im Frühjahr 1822 wurde ihm Straffreiheit zugesichert und eine Rückkehr nach Frankreich erlaubt. Lefebvre-Desnouette segelte mit dem Schiff „Albion“ Richtung Europa, erlitt aber am 22. Mai 1822 an der Küste von Irland Schiffbruch, bei dem nahezu die gesamte Besatzung unterging. Sein Leichnam wurde nie gefunden.
Zum Gedenken an ihn und an alle, die mit ihm starben, ließ seine Witwe auf einem Hügel in Sainte-Adresse (heute ein Vorort von Le Havre) an der Rue Charles Alexandre Lesueur ein Kenotaph (Obelisk) errichten; im Volksmund Pain de Sucre genannt.

## Ehrungen
- März 1808 Comte de l’Émpire
- Sein Name findet sich am westlichen Pfeiler (31. Spalte) des Triumphbogens am Place Charles-de-Gaulle (Paris).
- Die Rue Desnouettes sowie der Square Desnouettes im 15. Arrondissement von Paris wurden nach ihm benannt.